# Richard Overy

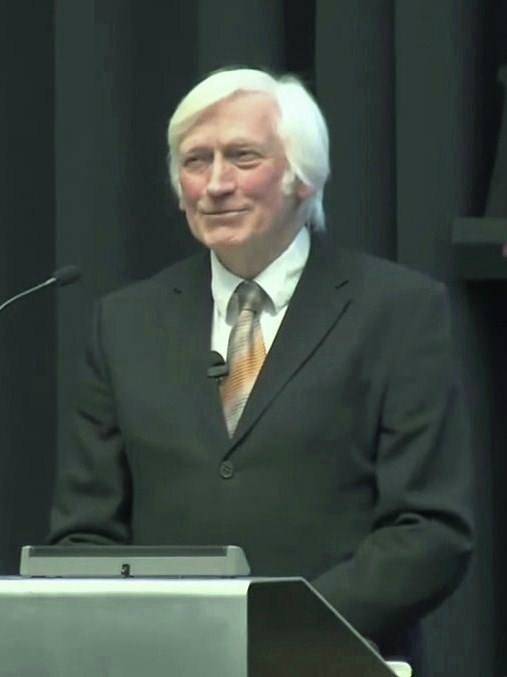
Richard Overy, 2015

Richard James Overy (* 23. Dezember 1947 in London) ist ein britischer Historiker, dessen Spezialgebiet der Zweite Weltkrieg ist, insbesondere dabei der Deutsch-Sowjetische Krieg.

## Leben
Overy studierte am Gonville and Caius College der University of Cambridge (BA 1969, MA 1972 und PhD 1977). 1972/73 war er Research Fellow am Churchill College und von 1973 bis 1979 Fellow und College Lecturer am Queens’ College. Von 1976 bis 1979 war er University Assistant Lecturer, von 1980 bis 1988 Lecturer und von 1988 bis 1992 Reader. Ab 1992 war er Professor of Modern History am King’s College London. 2004 wechselte er an die University of Exeter.
Overy ist Mitglied im Advisory Editorial Board der Zeitschrift War in History. 1989 hielt er die Harmon Memorial Lecture in Military History an der United States Air Force Academy in Colorado Springs und 2010 die Lees Knowles Lecture an der University of Cambridge. In der niederländischen Fernsehdokumentation Die Tage nach Hitler aus dem Jahr 2014 wurde auch Overy als britischer Historiker befragt. In seinem Buch Der Bombenkrieg (2014) wandte er sich gegen die Behauptung, die Bombardements gegen die deutsche Zivilbevölkerung hätten entscheidend zum Sieg der Alliierten beigetragen. Ins Deutsche übersetzt wurde auch ein Aufsatz von Overy, der 2020 in einem Sammelband über moderne Kriege erschien.
Overy ist zum dritten Mal verheiratet und Vater von fünf Kindern.

## Auszeichnungen
- 1983: T.S.-Ashton-Preis, Economic History Society
- 1987: Cass Prize for Business Economy
- 1997: Fellow, Royal Historical Society
- 2000: Fellow, British Academy
- 2001: Samuel Eliot Morison Prize, Society for Military History
- 2003: Fellow, King’s College London
- 2004: Wolfson History Prize, Wolfson Foundation
- 2005: Hessell-Tiltman Prize, English PEN

## Schriften (Auswahl)
- William Morris, Viscount Nuffield. 1976, ISBN 0-900362-84-7.
- The Air War 1939–1945. 1980, ISBN 1-57488-716-5.
- The Nazi Economic Recovery 1932–1938. 1982, ISBN 0-521-55286-9.
- mit Peter Pagnamenta: All Our Working Lives. 1984, ISBN 0-563-20117-7.
- Goering: The "Iron Man". 1984, ISBN 1-84212-048-4.
  - Hermann Göring. Machtgier und Eitelkeit. Heyne, München 1986, ISBN 3-453-55138-9.
- The Origins of the Second World War 1987, ISBN 0-582-29085-6.
- mit Timothy Mason: Debate: Germany, “Domestic Crisis” and War in 1939. In: Past and Present. Number 122, February 1989, S. 200–240.
- mit Andrew Wheatcroft: The Road To War. 1989, ISBN 0-14-028530-X.
- War and Economy in the Third Reich. 1994, ISBN 0-19-820290-3.
- The Inter-War Crisis 1919–39. 1994, ISBN 0-582-35379-3.
- Why the Allies Won. 1995, ISBN 0-224-04172-X.
  - Die Wurzeln des Sieges. Warum die Alliierten den Zweiten Weltkrieg gewannen. Deutsche Verlags-Anstalt, Stuttgart/München 2000, ISBN 3-421-05337-5; Rowohlt-Taschenbuch-Verlag, Reinbek 2002, ISBN 3-499-61314-X.
    - Der nicht vorhersehbare Sieg. Richard Overy wirft neues Licht auf den Ausgang des Zweiten Weltkrieges, Rezension von Bernd Wegner, Die Zeit, Nr. 44/2000.
- The Penguin Historical Atlas of the Third Reich. 1996, ISBN 0-14-051330-2.
- (Hrsg.): The Times Atlas of the Twentieth Century. (ed., 1996), ISBN 0-7230-0766-7.
- Bomber Command 1939–1945. 1997, ISBN 0-00-472014-8.
- Russia’s War. Blood upon the Snow. 1997, ISBN 1-57500-051-2.
  - Russlands Krieg. 1941–1945. Übersetzung: Hainer Kober. 2003 - 2. Aufl., 544 Seiten. Rowohlt, Reinbek. ISBN 3-498-05032-X.
    - Eine welthistorische Tat. Der britische Militärhistoriker Richard Overy erklärt, warum es der Sowjetunion gelang, den Sieg über die Hitler-Wehrmacht zu erringen, Rezension von Wolfram Wette, Die Zeit, 9. Oktober 2003.
    - Rezension von Hermann Graml, sehepunkte 4 (2004), Nr. 3.
- mit Gerhard Otto & Johannes Houwink ten Cate (Hrsg.): Die „Neuordnung“ Europas. NS-Wirtschaftspolitik in den besetzten Gebieten. Metropol, Berlin 1997, ISBN 3-926893-46-X.
- (Hrsg.): The Times History of the 20th Century. 1999; Neuausgabe 2003, ISBN 0-00-716637-0.
- The Battle of Britain. 2000, ISBN 0-14-029419-8.
- Interrogations: The Nazi Elite in Allied Hands. 2001, ISBN 0-7139-9350-2.
  - Verhöre. Die NS-Elite in den Händen der Alliierten 1945. Propyläen, München/Berlin 2002, ISBN 3-549-07163-9; Ullstein, Berlin 2005, ISBN 978-3-548-36781-1.
- mit Sheilagh Ogilvie (Hrsg.): Germany. A New Social and Economic History. Vol. 3: Since 1800. 2003, ISBN 0-340-65215-2.
- (Hrsg.): The Times Complete History of the World. Sechste Auflage. 2004, ISBN 0-00-718129-9.
- The Dictators. Hitler’s Germany and Stalin’s Russia. 2004, ISBN 0-7139-9309-X.
  - Die Diktatoren. Hitlers Deutschland, Stalins Russland. Deutsche Verlags-Anstalt, München 2005, ISBN 3-421-05466-5.
    - Diktaturen im Vergleich, Rezension von Ulrike Ackermann, Deutschlandradio Kultur, 2. Oktober 2005.
    - Beeindruckende Synthese. Richard Overy vergleicht die Regime Hitlers und Stalins, Rezension von Hans-Ulrich Wehler, Die Zeit, 13. Oktober 2005.
    - Rezensionen von Helmut Altrichter, Bernhard Chiari, Leonid Luks und Jürgen Zarusky, sehepunkte 6 (2006), Nr. 1.
- Collins Atlas of Twentieth Century History. 2005, ISBN 0-00-720170-2.
- The Bombing War. Europe 1939–1945. Allen Lane, London 2013, ISBN 978-0-7139-9561-9.
  - Der Bombenkrieg. Europa 1939–1945. Deutsch von Hainer Kober. Rowohlt, Berlin 2014, ISBN 978-3-87134-782-5.
- Blood and Ruins: The Great Imperial War, 1931-1945. Allen Lane, London 2021, ISBN 978-0-7139-9562-6.
  - Weltenbrand. Der große imperiale Krieg, 1931–1945, übersetzt von Henning Thies und Werner Roller, Rowohlt, Berlin 2023, ISBN 978-3-7371-0145-5.
- Why War? Allen Lane, London 2024, ISBN 978-0-2415-6760-9.
  - Warum Krieg?, übersetzt von Henning Thies, Rowohlt, Berlin 2024, ISBN 978-3-7371-0208-7.
- Rain of Ruin. Tokyo, Hiroshima, and the Surrender of Japan. W. W. Norton, New York 2025, ISBN 978-1-324-10530-5.
  - Hiroshima. Wie die Atombombe möglich wurde. Rowohlt, Berlin 2025, ISBN 978-3-7371-0224-7.